# Andrène de l'érythrone blanchâtre
Andrena erythronii
Espèce
L'Andrène de l'érythrone blanchâtre (Andrena erythronii) est une espèce d'andrènes de la famille Andrenidae. Cette espèce est présente dans l'Est de l'Amérique du Nord,.

## Description

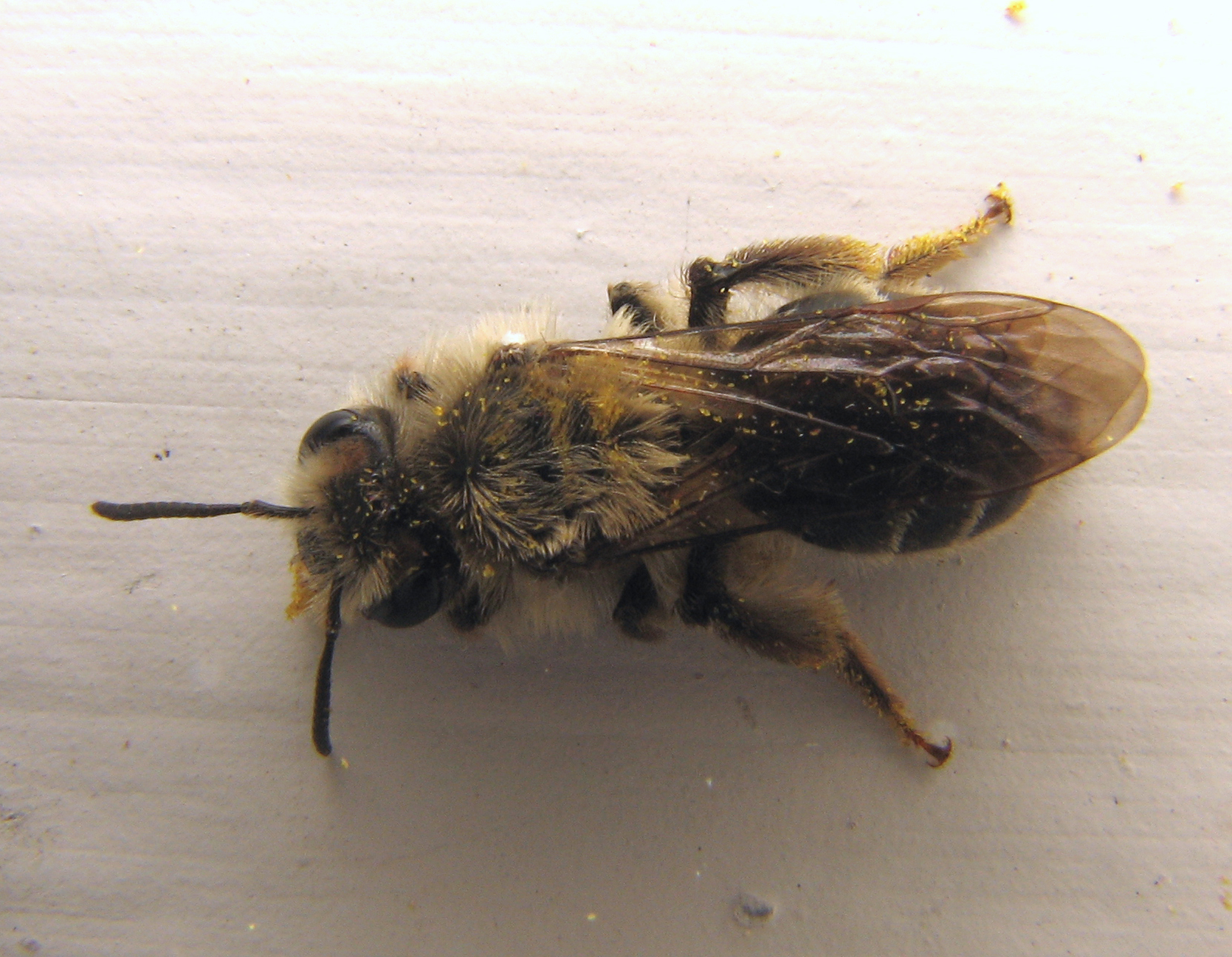
Femelle sur une fleur de l'Érythrone d'Amérique.

Andrena erythronii mesure de 11 à 14 mm pour les femelles et de 9 à 11 mm pour les mâles.

## Étymologie
Son nom spécifique, erythronii, lui a été donné en référence à Erythronium albidum (l'Érythrone blanchâtre) l'une des plantes sur lesquelles les premiers spécimens ont été collectés. Les deux autres plantes étant Erigenia bulbosa et Salix humilis.

## Publication originale
- (en) Charles Robertson, « Descriptions of New Species of North American Bees », Transactions of the American Entomological Society, vol. 18,‎ 1891, p. 49-66 (ISSN 0002-8320 et 2162-3139, JSTOR 25076556, lire en ligne).